# 鲍勃·克里斯蒂安
鲍勃·克里斯蒂安（英語：Bob Christian，1946年5月11日—），美国NBA联盟前职业篮球运动员。他在1969年的NBA选秀中第8轮第109顺位被亚特兰大鹰选中。